# Chasmatophyllum musculinum
Chasmatophyllum musculinum är en isörtsväxtart som först beskrevs av Adrian Hardy Haworth, och fick sitt nu gällande namn av Moritz Kurt Dinter och Schwant. Chasmatophyllum musculinum ingår i släktet Chasmatophyllum och familjen isörtsväxter. Inga underarter finns listade i Catalogue of Life.

## Bildgalleri

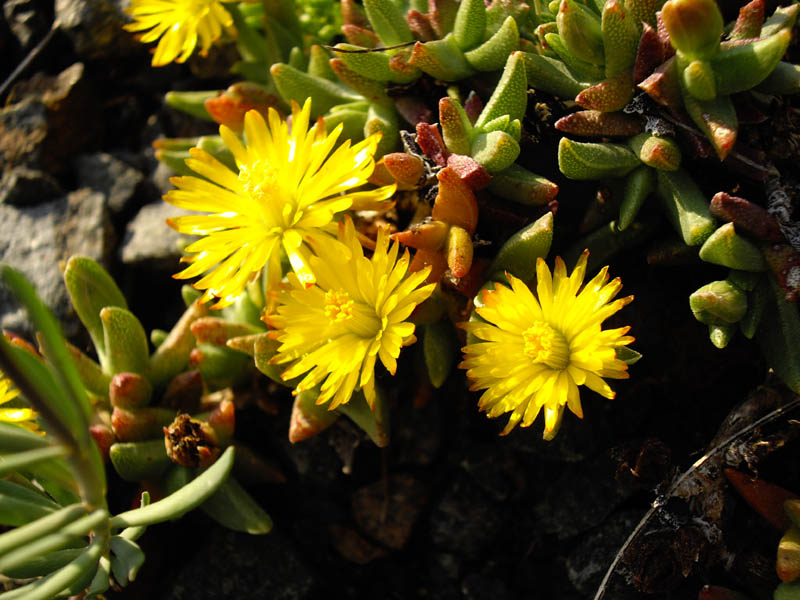
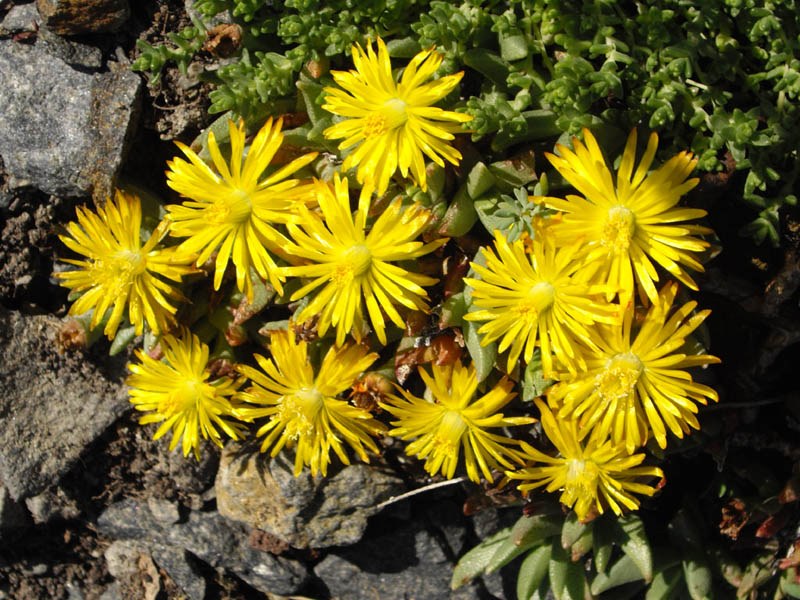
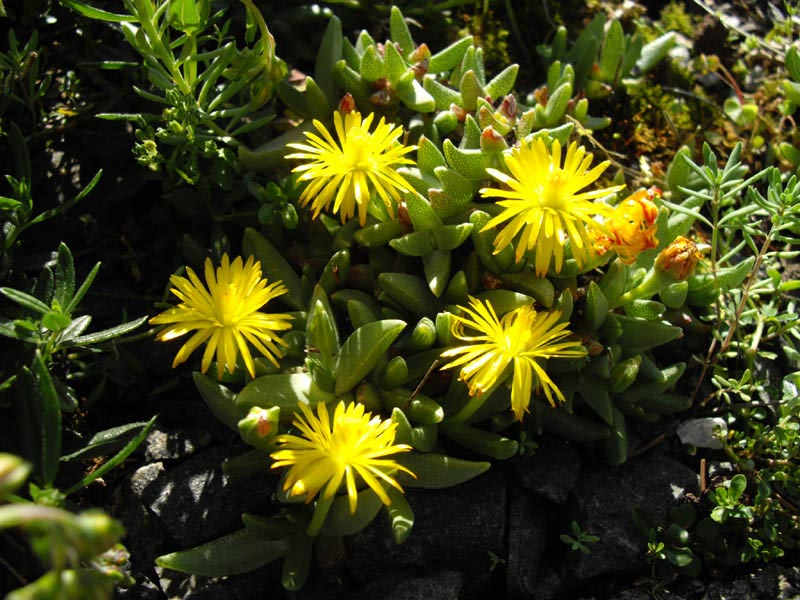